# بنو غیشی (یمن)
 بنو غیشی  (در عربی:  بَنو الغَیشی)
نام روستایی است در دهستان بَنُو فایَش از توابع استان جَوف در کشور یمن در شبه جزیره عربستان.

## جمعیت
جمعیت آن (۷۰ ) نفر (۷ خانوار) می‌باشد.